# Estádio das Antas
Das Estádio do Futebol Clube do Porto (besser bekannt als Estádio das Antas) war über 50 Jahre das Fußballstadion des FC Porto. Der Verein zog 2004 in das neugebaute Estádio do Dragão um.

## Geschichte
Bei der Hauptversammlung des Vereins 1933 wurde vorgeschlagen, ein neues Stadion zu bauen, da das Stadion, der Campo da Constituição, für den FC Porto zu klein geworden war. Der Vorschlag wurde einstimmig angenommen, die ersten Planungen wurden aber erst 1937 mit der Ausgabe einer Anleihe begonnen. Zehn Jahre später wurde ein Grundstück mit 48.000 m² im östlich gelegenen Stadtteil Antas gekauft. Der Grundstein wurde in einem symbolischen Akt im Dezember 1949 gelegt; die tatsächlichen Arbeiten begannen einen Monat später. 
José Bacelar, zu dem Zeitpunkt größter Partner des FC Porto, übernahm die Gehaltskosten aller Beschäftigten am ersten Tag. Die Solidarität der Bevölkerung, der Stadt und der Region gegenüber dem FC Porto wurde auch durch zwei Baumaterial-Konvois deutlich, bei denen Dutzende von Lkws, Bussen und Transportern Baumaterial in das Stadion brachten. Während des Baus wurden weitere angrenzende Flächen erworben, da die 48.000 m² für die Sportanlagen des FC Porto nicht ausreichend gewesen wäre. Mit dem zugekauften Grundstück wurde eine Fläche von 63.220 m² erreicht. Das Stadion hatte ursprünglich eine Kapazität von 44.000 Zuschauern. 
Am 28. Mai 1952 wurde mit einem großen Fest, in Anwesenheit des ehemaligen Staatspräsidenten von Portugal Francisco Craveiro Lopes, das Stadion eröffnet.
Der schwärzeste Tag des Stadions war der 16. Dezember 1973, als der bei den Fans beliebte Spieler Pavão während eines Spiels gegen Vitória Setúbal auf dem Spielfeld zusammenbrach und später im Krankenhaus verstarb. Das Unglück geschah am 13. Spieltag der Meisterschaft in der 13. Minute des Spiels. Pavão wurde 26 Jahre alt.

## Erweiterungen und Umbauten
- 1960 − Einweihung der Radrennbahn
- 1962 − Einweihung der Flutlichtanlage
- 1976 − Erhöhung des Platzangebotes auf 65.000 durch den Ausbau der Ostseite des Stadions.
- 1986 − Durch die Absenken des Spielfeldes erhöhte sich das Angebot auf 95.000 Plätze im Stadionrund.
- In den 1990er Jahren wurde das Fassungsvermögen auf rund 55.000 Zuschauer reduziert
- Zum Schluss hatte es Sitzplätze für 51.211 Besucher.[2]

## Der Komplex
Mit Estádio das Antas ist oft nicht nur das Stadion selbst verbunden, sondern die gesamte Sportanlage, die in den Jahrzehnten des Bestehens um das Stadion erbaut wurden. Der Komplex beinhaltet unter anderem:
- den Pavillon Americo de Sá mit einer Kapazität von 7.000 Zuschauern für die Handball-, Basketball- und Rollhockeymannschaften des FC Porto
- den Pavillon Afonso Pinto de Magalhães
- drei Trainingsplätze mit Naturrasen
- ein Hallenbad (Entweder durch das Schwimmteam des FC Porto belegt oder für zahlende Nutzer)

## Sportliche Höhepunkte im Stadion
- 19. Oktober 1977 − FC Porto – Manchester United 4:0, Hinspiel der 2. Runde des Pokals der Pokalsieger 1977/78.
- 11. Juni 1978 − FC Porto – Sporting Braga 4:0, Letzter Spieltag der Meisterschaft 1977/78; der FC Porto holt seinen ersten Titel nach 19 Jahren Pause.
- 28. Mai 1987 − Empfang des Siegerteams des Europapokals der Landesmeister 1987 aus Wien.
- 13. Januar 1988 − FC Porto – Ajax Amsterdam 1:0, Rückspiel des UEFA Super Cup im Jahr 1987.
- 30. Juni 1999 − FC Porto – CF Estrela Amadora 2:0, Porto gewinnt die fünfte Meisterschaft in Folge, was bis heute keine andere portugiesische Mannschaft schaffte.
- 10. April 2003 − FC Porto – Lazio Rom 4:1, Hinspiel des Halbfinals im UEFA-Pokal 2002/03, den der FC Porto später auch gewann.
- 22. Mai 2003 − Empfang der Mannschaft nach dem UEFA-Pokalsieg.

## Sonstige Veranstaltungen

### Konzerte
- 10. Juni 1993 − GNR
- 19. Juli 1993 − Depeche Mode[3]

## Der Abriss
Der Abriss des Sportkomplex begann im Jahr 2001. Die Teams der Handball, Rollhockey und Schwimmmannschaften des FC Porto bewarben darum die Plätze Pavillon Municipal de Santo Tirso, Pavillon Municipal de Fânzeres und Piscina de Campanhã. Auch die Basketballmannschaft verließ den Pavilhão Rosa Mota und wich zum Sportzentrum und Kongresshalle von Matosinhos aus. Diese Teams bleiben auch nach der Einweihung des Estádio do Dragão fern, da es weder einen Pool oder Halle enthält. Es gibt das Projekt einer Halle neben dem Dragãozinho, das aber 2007 noch nicht formalisiert war. Das Estádio das Antas blieb bis zur Einweihung des Estádio do Dragão 2003, und darüber hinaus intakt. Durch Probleme mit dem Spielfeldrasen des neuen Stadions konnte der Spielbeginn dort nicht rechtzeitig übernommen werden. So wurden acht weitere Fußballspiele dort ausgetragen, das letzte am 24. Januar 2004. Der endgültige Abriss begann einen Monat später und dauerte ca. ein halbes Jahr.
Im Estádio das Antas trug der FC Porto 1.002 Spiele aus. Davon gewann Porto 803 Spiele; 119 Partien verloren sie und 80 Begegnungen endeten unentschieden.